# Zenda (Kansas)
Zenda é uma cidade localizada no estado americano de Kansas, no Condado de Kingman.

## Demografia
Segundo o censo americano de 2000, a sua população era de 123 habitantes.
Em 2006, foi estimada uma população de 115, um decréscimo de 8 (-6.5%).

## Geografia
De acordo com o United States Census Bureau tem uma área de
0,6 km², dos quais 0,6 km² cobertos por terra e 0,0 km² cobertos por água. Zenda localiza-se a aproximadamente 507 m acima do nível do mar.

## Localidades na vizinhança
O diagrama seguinte representa as localidades num raio de 28 km ao redor de Zenda.